# لوسيانا كارو
لوسيانا كارو هي ممثلة كندية، ولدت في 23 مارس 1981 بتورونتو في كندا.

## أعمال

### أفلام
- (2005) اثنان من أجل المال[3]
- (2007) شفرات المجد[4]

### مسلسلات
- لوس أنجلوس
- باتلستار غالاكتيكا

## وصلات خارجية
- لوسيانا كارو على موقع IMDb (الإنجليزية)
- لوسيانا كارو على موقع ألو سيني (الفرنسية)
- لوسيانا كارو على موقع أول موفي (الإنجليزية)
- لوسيانا كارو على موقع قاعدة بيانات الفيلم (الإنجليزية)
- لوسيانا كارو على موقع كينوبويسك (الروسية)